# 小堀正十
小堀 正十（こぼり まさとお）は、江戸時代前期の旗本。禄高は3000石。茶道小堀遠州流家元の第3世で、号は「宗貞」。
小堀遠州流第2世の小堀正行の長男で、小堀政一の甥にあたる。
元和2年（1616年）8月に将軍徳川秀忠に拝謁し、父の遺領を継ぐ。元和3年（1617年）、備中国の知行を近江国浅井郡に移される。元和5年（1619年）4月より書院番士を、寛永10年（1633年）6月14日より進物番となる。寛永11年（1634年）より多賀大社の造営奉行を務めたほか、寛永17年（1640年）の生駒騒動の際には目付の代理として讃岐国高松に赴いた。